# Le Monde comme volonté et revêtement mural
Le Monde comme volonté et revêtement mural (titre original : The World as Will and Wallpaper) est une nouvelle fantastique de R. A. Lafferty.
Le titre est clairement un pastiche de l’essai philosophique d'Arthur Schopenhauer, « Le Monde comme volonté et comme représentation » (Die Welt als Wille und Vorstellung - 1819). 
La « Ville » dont il est question pourrait être une représentation de New York, ville immense quadrillée de rues numérotées comme dans la nouvelle.

## Publications

### Publications aux États-Unis
La nouvelle est parue en Future City en 1973.
Elle a ensuite été régulièrement rééditée dans divers recueils de diverses anthologies, notamment dans The Best Science Fiction of the Year 1974.

### Publication en France
La nouvelle est publiée en France dans l'anthologie Histoires de sociétés futures.

### Publication aux Pays-Bas
La nouvelle est publiée aux Pays-Bas sous le titre De Wereld als Wil en Behangselpapier.

## Résumé
On a beaucoup discuté de savoir si la Ville du Monde-entier avait un début et une fin. William Morris, comme son illustre ancêtre, souhaite voir la mythique « Forêt au-delà du Monde ». Mais d'ailleurs, cette forêt existe-t-elle ? Cela va être l'objet de son Voyage. 
Se trouvant au Stencil n°35 352, il se met donc en route avec une compagne rencontrée en route, Kandy. Ils se rendent à la rue limitrophe de celle où il vit, puis la suivante, puis la suivante, etc. Chaque fois, les rues offrent des attractions extraordinaires et des visions très intéressantes. Il visite notamment le Ballet aquatique et la Place des spectacles. Puis sa compagne, lassée, le quitte ; il la remplace assez facilement par une autre femme, Blondie. Avec elle il participe à un grand carnaval et travaille même au Grand Hachoir. Plus tard, ils arrivent effectivement à la Forêt, qui commence à la 29e rue. Celle-ci existait donc vraiment ! Il décide de continuer son voyage, pour savoir où s'arrête vraiment la Ville. Comme Kandy précédemment, Blondie le quitte. Il constate alors qu'il est arrivé au Stencil n°35 353. Il découvre les nouvelles rues, dont la numérotation recommence à partir de zéro. Et ces rues qu'il visite ressemblent beaucoup à celles qu'il a déjà traversées, avec chaque fois des différences minimes mais réelles. Comme précédemment il rencontre une jeune femme, ressemblant à Kandy mais se prénommant Candy. Ensemble ils visitent ces rues identiques mais différentes. 
Ils arrivent au Grand Hachoir de la XXe rue. Épuisé, il est transporté au Grand Hachoir, où il est exécuté.